# 2011.02.16 6th ALBUM “Buzz Communication”Pre-Release Special Mini Album
『2011.02.16 6th ALBUM “Buzz Communication”Pre-Release Special Mini Album』（2011.02.16 6thアルバム バズ・コミュニケーション プレリリース・スペシャル・ミニアルバム）は、2011年1月12日にavex traxからレンタル発売されたAAAのミニアルバム。

## 解説
- AAAの6枚目のオリジナルアルバム『Buzz Communication』のプレリリース・ミニアルバム。
- このアルバムはレンタル限定である。
- DVDはどれもダイジェスト映像である。

## 収録曲
CD
1. 逢いたい理由
24thシングル。
日本テレビ「二匹目のどじょう」エンディングテーマ
2. 負けない心
25thシングル。
テレビ朝日系列ドラマ『崖っぷちのエリー〜この世でいちばん大事な「カネ」の話〜』主題歌
3. PARADISE
26thシングル。
イトーヨーカドー「ボディヒーター」CMソング
4. MUSIC!!!(from 5th Anniversary Live)
5. Winter lander!! (from 5th Anniversary Live)
6. ハリケーン・リリ、ボストン・マリ(from 5th Anniversary Live)

DVD(ダイジェスト映像)
1. 逢いたい理由 [Music Clip]
2. 負けない心 [Music Clip]
3. PARADISE [Music Clip]
4. MUSIC!!! [from 5th Anniversary Live]
5. Winter lander!! [from 5th Anniversary Live]
6. ハリケーン・リリ、ボストン・マリ [from 5th Anniversary Live]